# Chaux-Neuve
Pour les articles homonymes, voir Chaux.

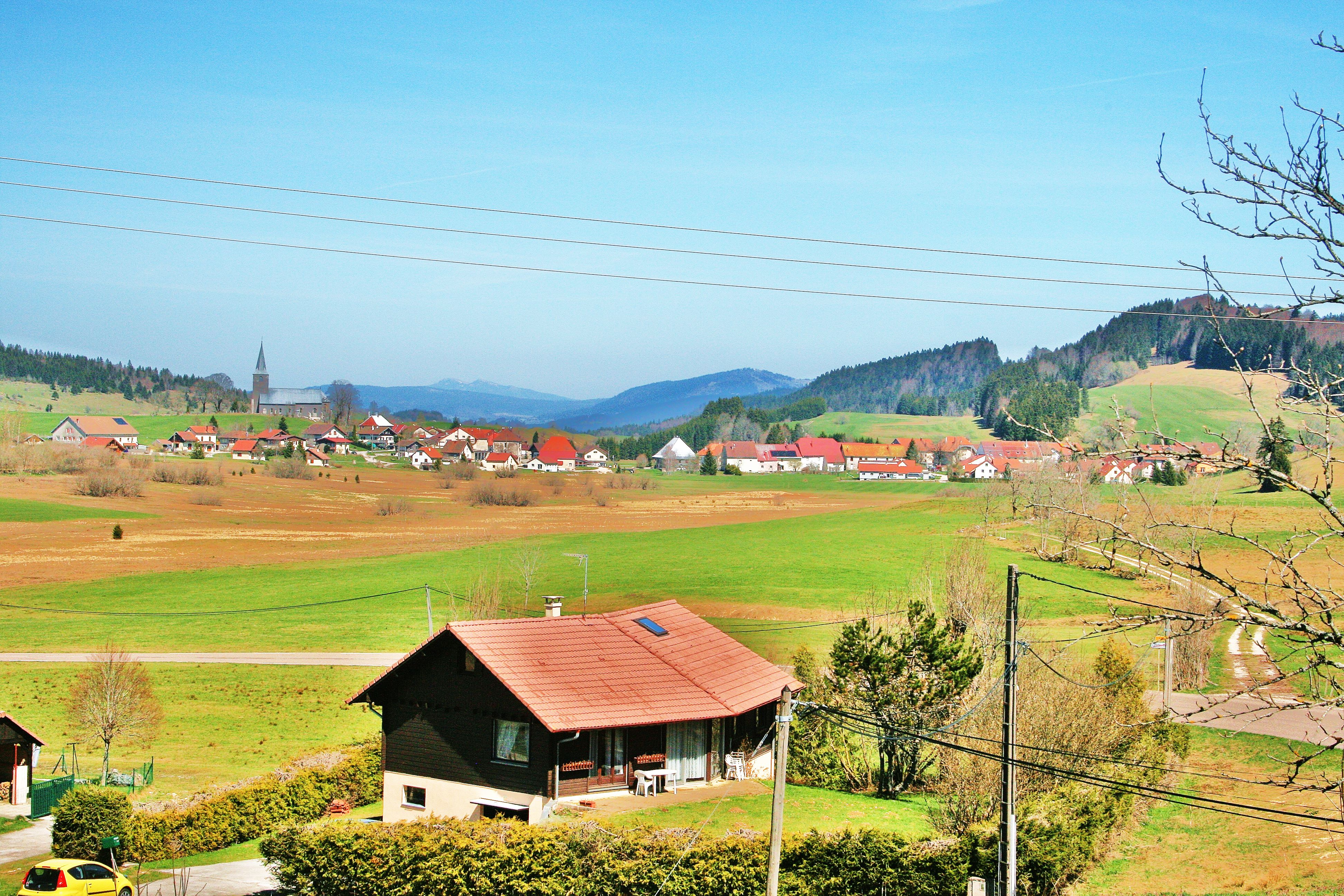
Panorama depuis Châtelblanc.

Chaux-Neuve est une commune française située dans le département du Doubs, la région culturelle et historique de Franche-Comté et la région administrative Bourgogne-Franche-Comté. 
Sa population s'élevait à 303 habitants nommés Chauniers et Chaunières en 2022.
Située dans le massif du Jura et limitrophe de la Suisse, elle est intégrée dans le parc naturel régional du Haut-Jura. Chaux-Neuve abrite des tremplins de saut à ski et le Parc polaire.

## Géographie
Le village est installé dans la vallée du Cébriot, affluent rive gauche du Doubs.

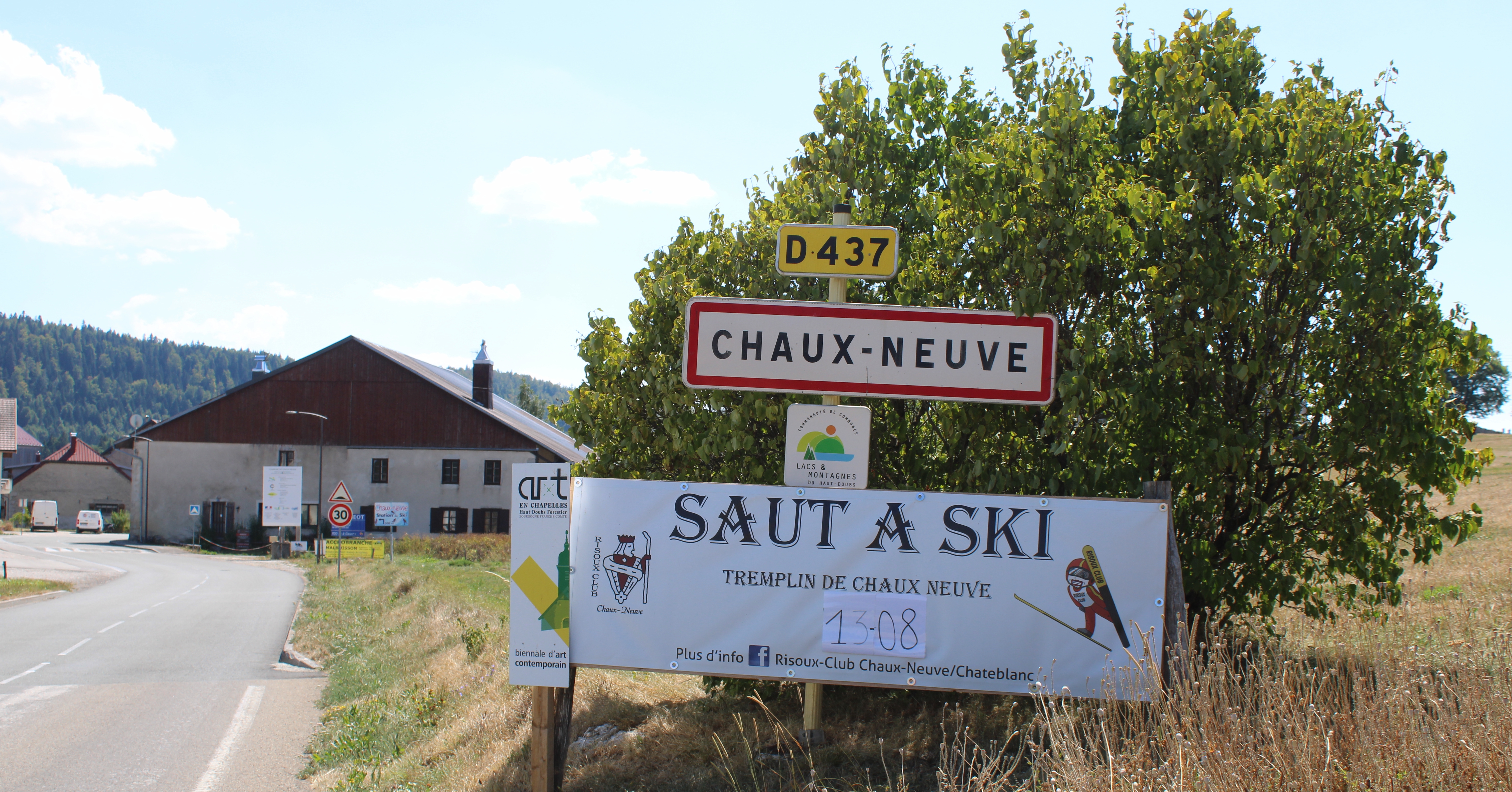
Une entrée de la commune.

### Communes limitrophes

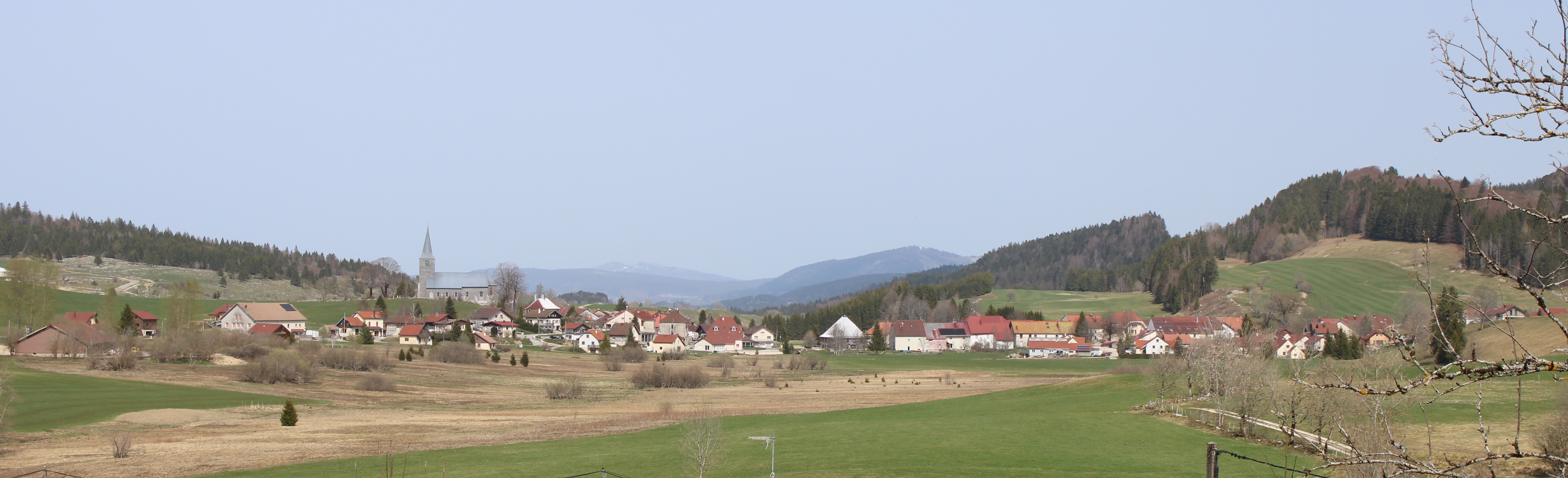
Panorama du village depuis la butte de Châtelblansc.

### Climat
Pour des articles plus généraux, voir Climat de la Bourgogne-Franche-Comté et Climat du Doubs.
En 2010, le climat de la commune est de type climat de montagne, selon une étude du Centre national de la recherche scientifique s'appuyant sur une série de données couvrant la période 1971-2000. En 2020, Météo-France publie une typologie des climats de la France métropolitaine dans laquelle la commune est exposée à un climat de montagne ou de marges de montagne et est dans la région climatique  Jura, caractérisée par une forte pluviométrie en toutes saisons (1 000 à 1 500 mm/an), des hivers rigoureux et un ensoleillement médiocre. 
Pour la période 1971-2000, la température annuelle moyenne est de 6,4 °C, avec une amplitude thermique annuelle de 16 °C. Le cumul annuel moyen de précipitations est de 1 815 mm, avec 12,4 jours de précipitations en janvier et 10,9 jours en juillet. Pour la période 1991-2020, la température moyenne annuelle observée sur la station météorologique de Météo-France la plus proche, « Mouthe », sur la commune de Mouthe à 6 km à vol d'oiseau, est de 6,9 °C et le cumul annuel moyen de précipitations est de 1 677,4 mm. 
La température maximale relevée sur cette station est de 36 °C, atteinte le 1er juillet 1952 ; la température minimale est de −36,7 °C, atteinte le 13 janvier 1968,,. 
Les paramètres climatiques de la commune ont été estimés pour le milieu du siècle (2041-2070) selon différents scénarios d'émission de gaz à effet de serre à partir des nouvelles projections climatiques de référence DRIAS-2020. Ils sont consultables sur un site dédié publié par Météo-France en novembre 2022.

## Urbanisme

### Typologie
Au 1er janvier 2024, Chaux-Neuve est catégorisée commune rurale à habitat dispersé, selon la nouvelle grille communale de densité à 7 niveaux définie par l'Insee en 2022.
Elle est située hors unité urbaine et hors attraction des villes,.

### Occupation des sols
L'occupation des sols de la commune, telle qu'elle ressort de la base de données européenne d’occupation biophysique des sols Corine Land Cover (CLC), est marquée par l'importance des forêts et milieux semi-naturels (74,8 % en 2018), en diminution par rapport à 1990 (76,6 %). La répartition détaillée en 2018 est la suivante : 
forêts (73,1 %), prairies (13,8 %), zones agricoles hétérogènes (7,6 %), zones humides intérieures (1,9 %), milieux à végétation arbustive et/ou herbacée (1,6 %), espaces verts artificialisés, non agricoles (1,1 %), zones urbanisées (0,9 %). L'évolution de l’occupation des sols de la commune et de ses infrastructures peut être observée sur les différentes représentations cartographiques du territoire : la carte de Cassini (XVIIIe siècle), la carte d'état-major (1820-1866) et les cartes ou photos aériennes de l'IGN pour la période actuelle (1950 à aujourd'hui).

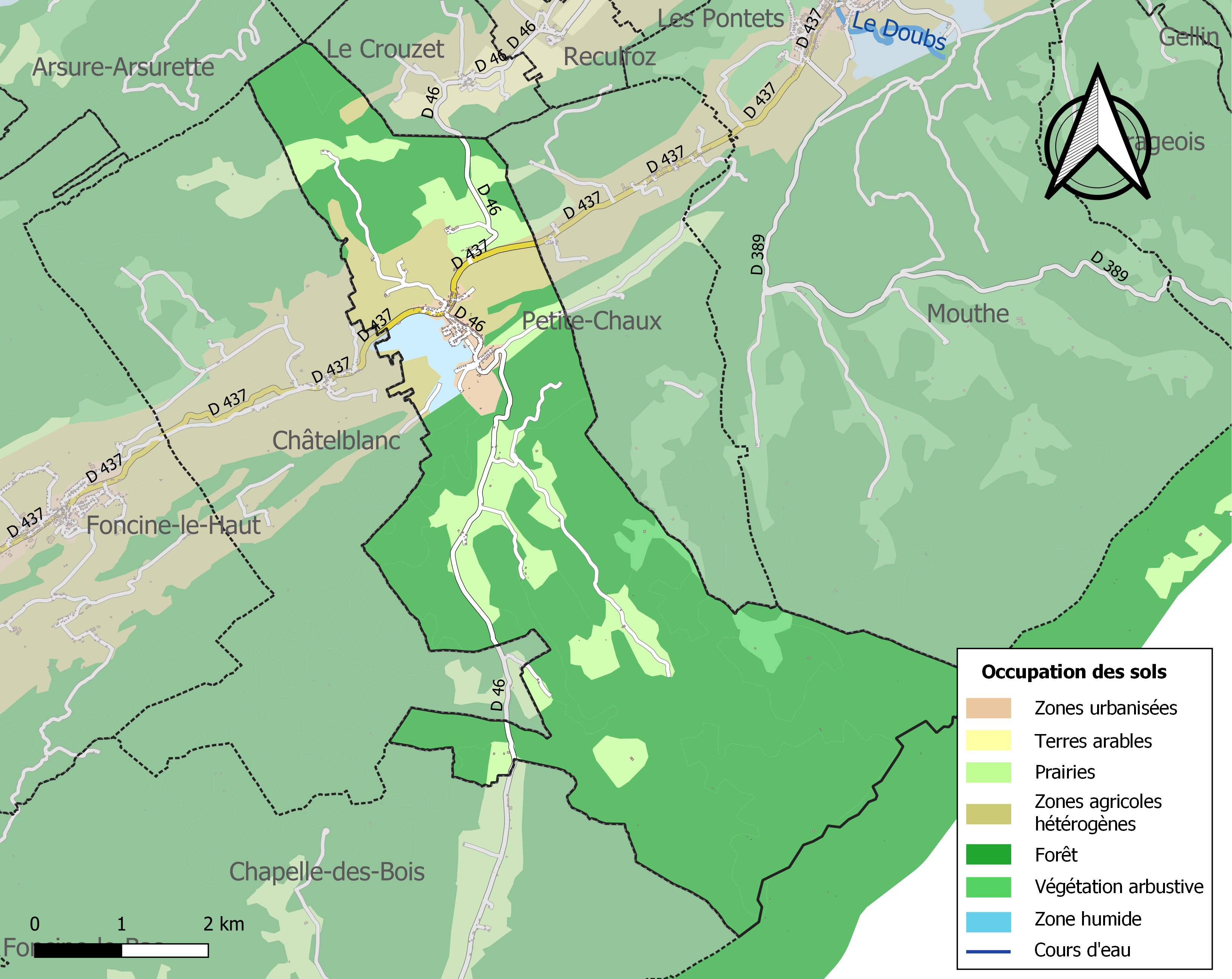
Carte des infrastructures et de l'occupation des sols de la commune en 2018 (CLC).

## Toponymie
Chaux Neufve en 1374 ; Chaulx Nouve en 1384 ; Magna Calce en 1444 ; Chaulx Neulve en 1512.
Cette commune est située à 1 000 m d'altitude et à 6 km au sud de Mouthe.
Chaux : provient d'un terme gaulois calmis ou calma « haut plateau dénudé, plateau rocheux ».

## Histoire

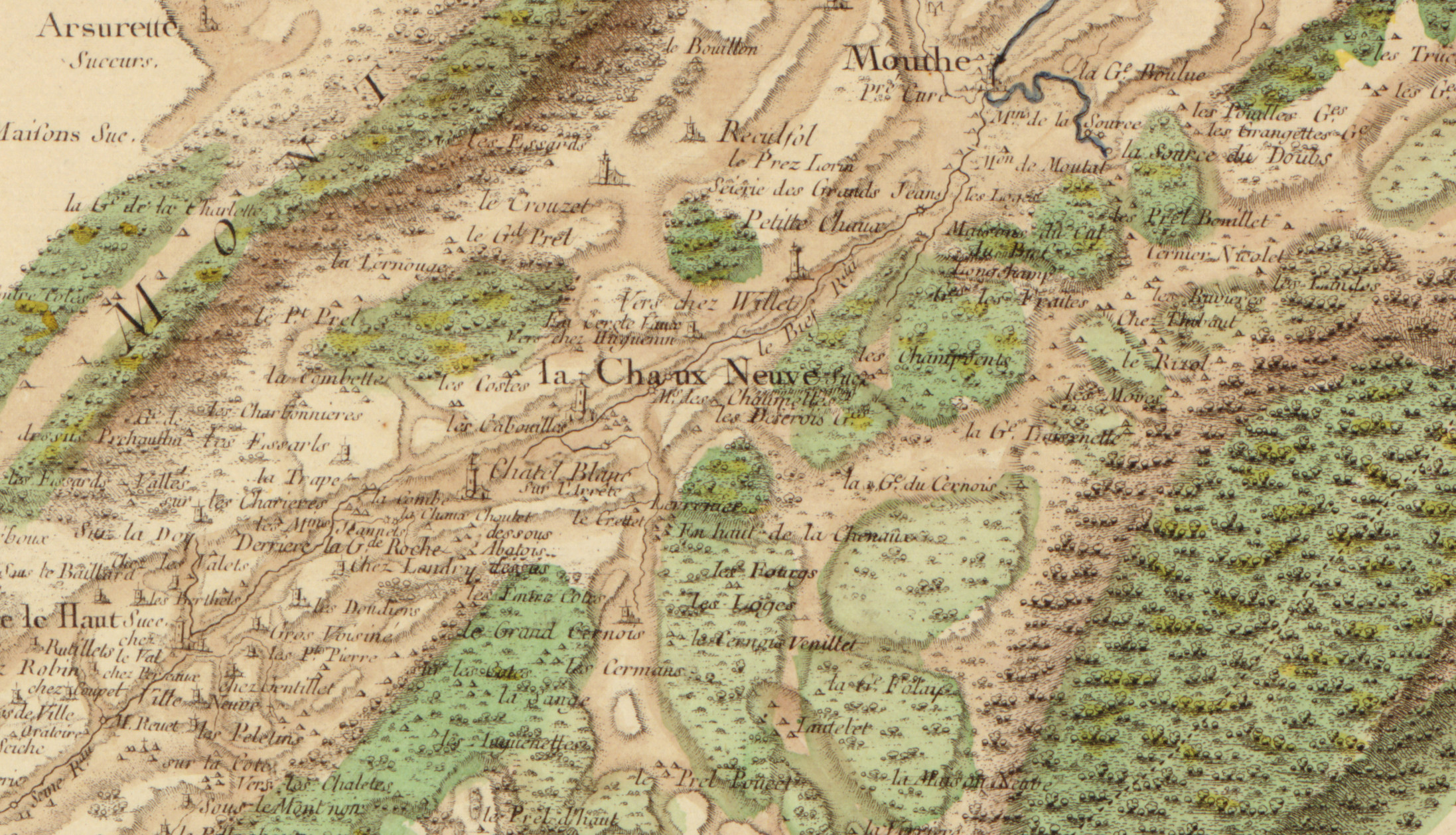
Carte de Cassini.

## Politique et administration

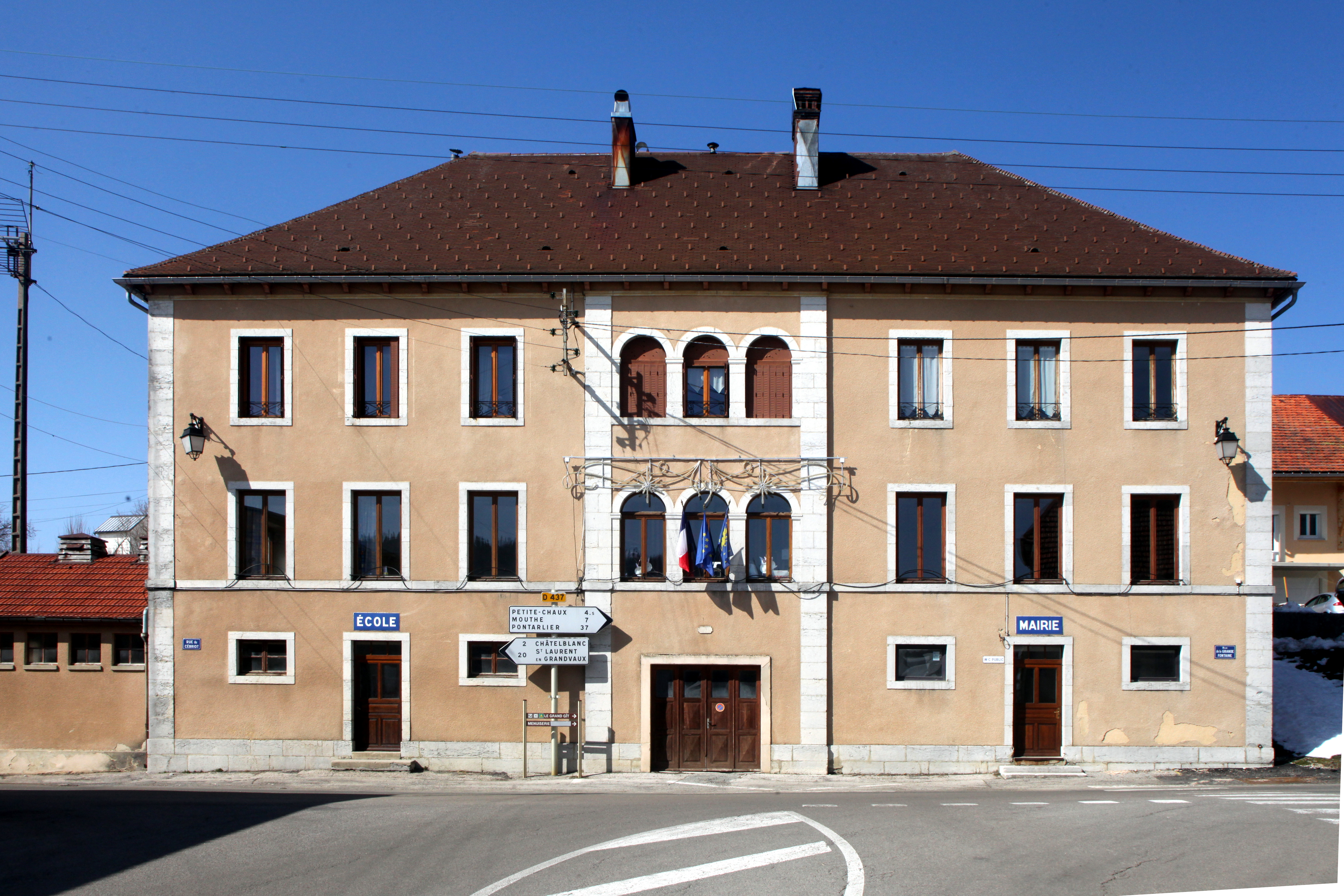
La mairie de Chaux-Neuve.

| Période                                  | Période                     | Identité                                           | Étiquette | Qualité     |
| ---------------------------------------- | --------------------------- | -------------------------------------------------- | --------- | ----------- |
|                                          |                             | Jean GUY                                           |           | Agriculteur |
| mars 1989                                | mars 2001                   | Jacques Joseph Pagnier                             |           | Agriculteur |
| mars 2001                                | mars 2008                   | Joseph Pagnier                                     |           | Agriculteur |
| mars 2008                                | mars 2014                   | Andrée Fragnière                                   |           | Retraitée   |
| mars 2014                                | En cours (au 1er juin 2020) | M. Dominique Bonnet Réélu pour le mandat 2020-2026 | DVD       | Employé     |
| Les données manquantes sont à compléter. |                             |                                                    |           |             |

## Démographie

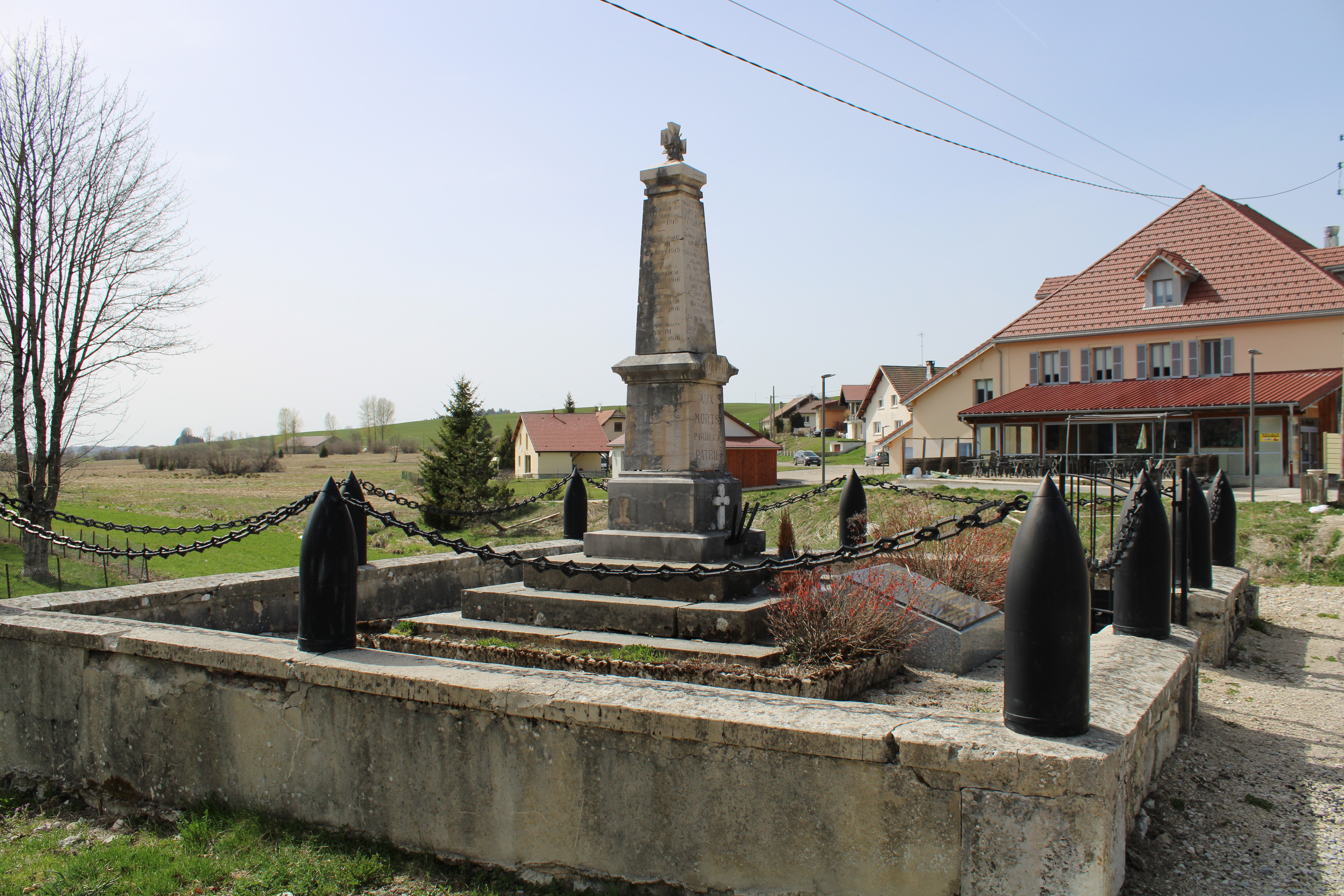
Le monument aux morts.

L'évolution du nombre d'habitants est connue à travers les recensements de la population effectués dans la commune depuis 1793. Pour les communes de moins de 10 000 habitants, une enquête de recensement portant sur toute la population est réalisée tous les cinq ans, les populations de référence des années intermédiaires étant quant à elles estimées par interpolation ou extrapolation. Pour la commune, le premier recensement exhaustif entrant dans le cadre du nouveau dispositif a été réalisé en 2008.

En 2022, la commune comptait 333 habitants, en évolution de +6,73 % par rapport à 2016 (Doubs : +1,88 %, France hors Mayotte : +2,11 %).
| 1793 | 1800 | 1806 | 1821 | 1831 | 1836 | 1841 | 1846 | 1851 |
| ---- | ---- | ---- | ---- | ---- | ---- | ---- | ---- | ---- |
| 786  | 701  | 737  | 685  | 709  | 702  | 681  | 742  | 745  |

| 1856 | 1861 | 1866 | 1872 | 1876 | 1881 | 1886 | 1891 | 1896 |
| ---- | ---- | ---- | ---- | ---- | ---- | ---- | ---- | ---- |
| 753  | 718  | 690  | 570  | 520  | 523  | 527  | 518  | 504  |

| 1901 | 1906 | 1911 | 1921 | 1926 | 1931 | 1936 | 1946 | 1954 |
| ---- | ---- | ---- | ---- | ---- | ---- | ---- | ---- | ---- |
| 502  | 502  | 377  | 351  | 328  | 294  | 284  | 288  | 292  |

| 1962 | 1968 | 1975 | 1982 | 1990 | 1999 | 2006 | 2008 | 2013 |
| ---- | ---- | ---- | ---- | ---- | ---- | ---- | ---- | ---- |
| 274  | 252  | 202  | 180  | 191  | 223  | 253  | 261  | 296  |

| 2018 | 2022 | - | - | - | - | - | - | - |
| ---- | ---- | - | - | - | - | - | - | - |
| 324  | 333  | - | - | - | - | - | - | - |

## Lieux et monuments

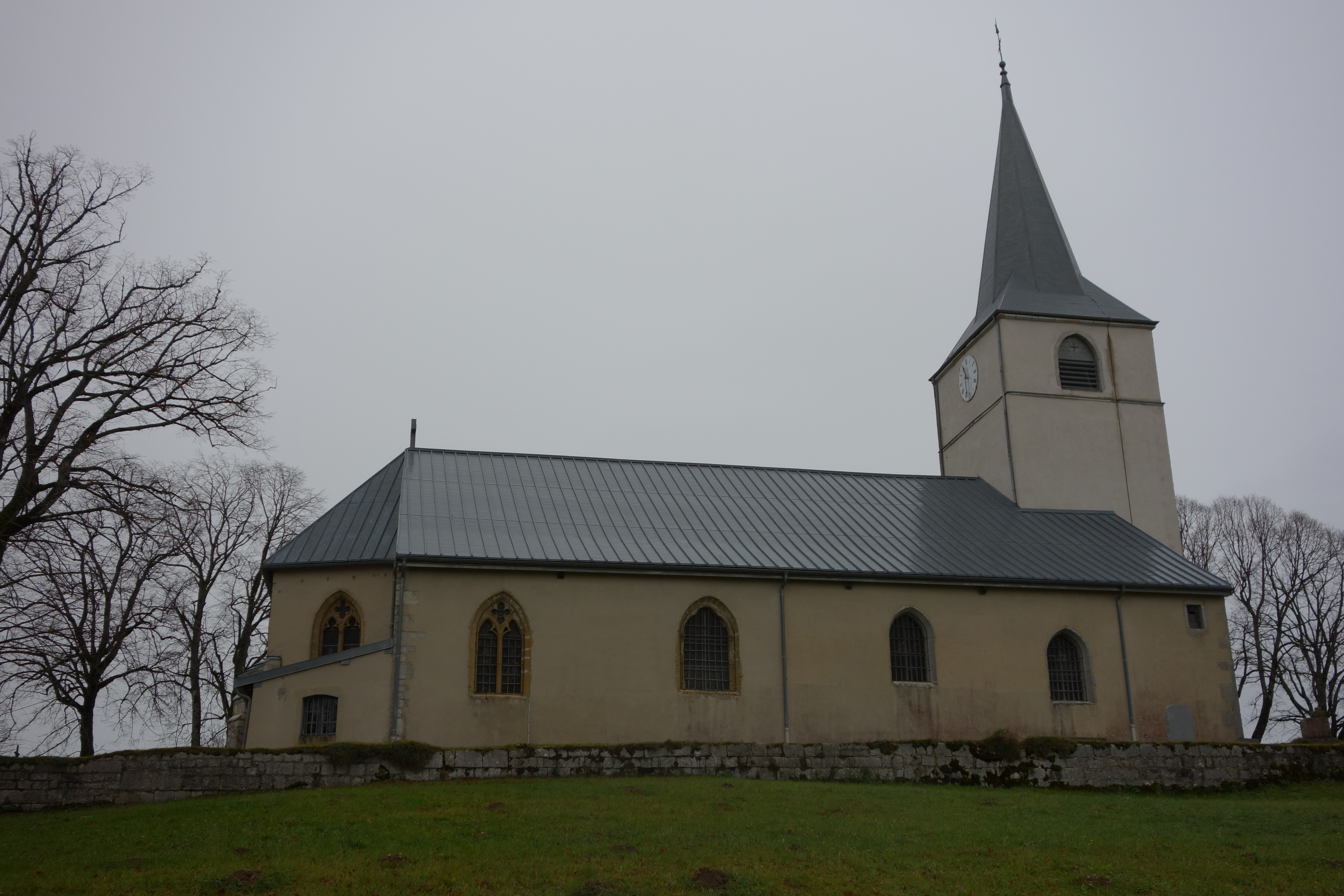
L'église de Chaux-Neuve.

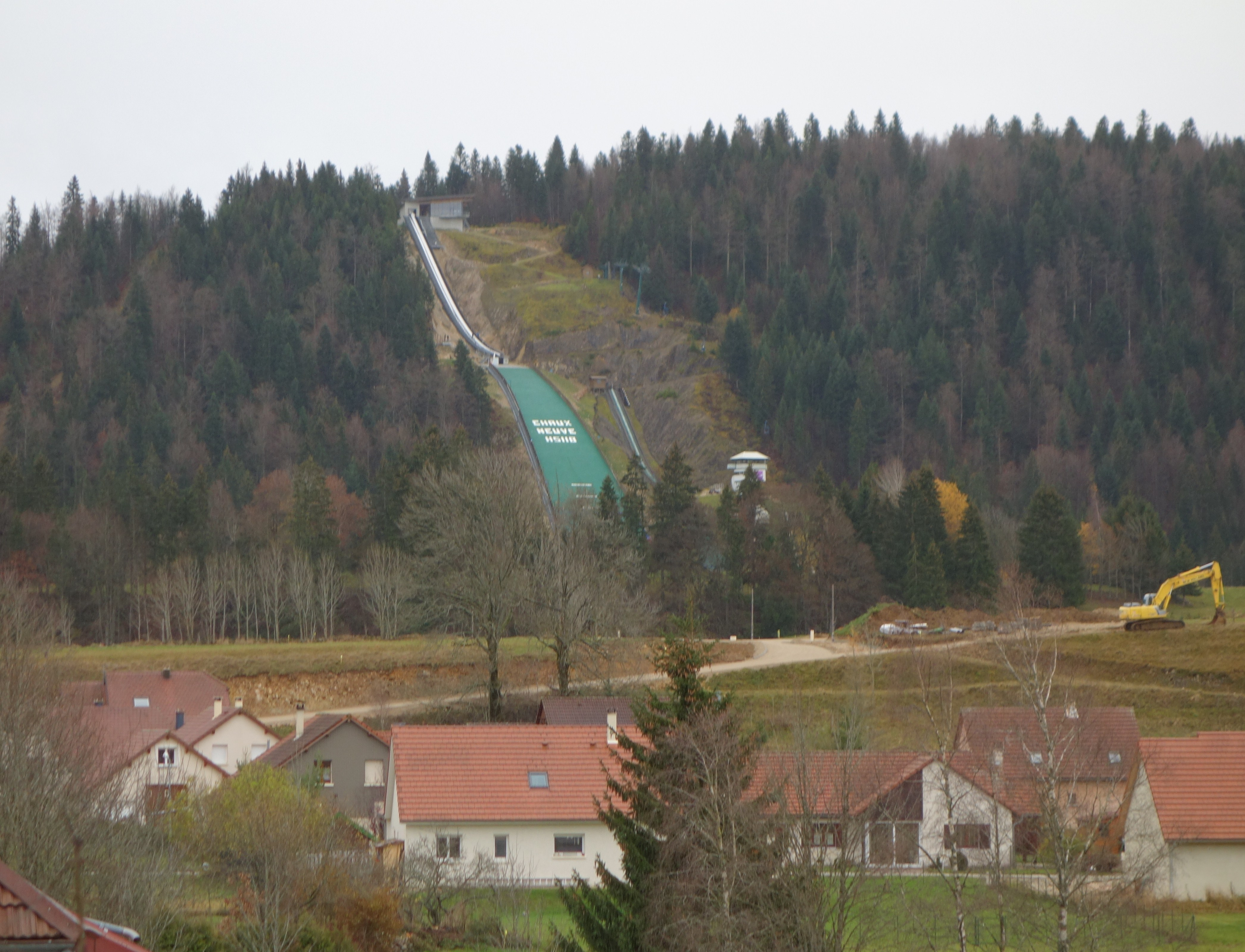
Tremplin de saut à ski.

- Église Saint-Jacques de Chaux-Neuve, consacrée le 19 mars 1487 par Mgr Henri Potin évêque de Philadelphie, suffragant de Mgr Charles de Neufchâtel, archevêque de Besançon (ref : « Mouthe » par Jean Musy, édition la Gentiane bleue 1906). Agrandie au cours du temps, la dernière modification (la construction du clocher) date de 1686. Église remarquable par sa richesse et son architecture intérieure, elle est inscrite à l'inventaire supplémentaire des monuments historiques depuis 1926, de nombreux meubles sont classés monuments historiques (6 retables, baptistère, panneaux bois peints des 2 côtés, chaire, statues de saint Pierre en albâtre, de saint Joseph en bois polychrome, calvaire en bois, banc des fidèles...). Toute voûtée d'ogive avec culots très décorés, elle possède une décoration héraldique importante et variée en particulier un magnifique blason des Habsbourg propriétaires de la Franche-Comté pendant deux siècles et plusieurs blasons des Chalon.
- Stade de la Côte Feuillée, stade de saut de 5 tremplins (de débutants à 118 m) construit en 1989 en prévision de l'organisation des Championnats du Monde de Ski Juniors (annulés pour manque de neige) et remodelé en 1995. Ce stade accueille quasiment chaque année une épreuve de coupe du monde de combiné nordique. Le grand tremplin a été agrandi en 2010 avec un point HS (Hill Size) de 118 m et un point K de 108 m au lieu de 90 m (saut record de 123 m).
- Le Pré Poncet est un lieu-dit situé dans le Doubs, entre les villages de Chapelle-des-Bois et Chaux-Neuve, situé sur la commune de Châtelblanc.

C'est un site de ski nordique de la région Bourgogne-Franche-Comté. La compétition de ski de fond, La Transjurassienne, traverse le site pour rejoindre le village d'arrivée : Mouthe.
- Parc polaire.
- L'odyssée blanche (balades en chiens de traîneaux).

## Coupe du monde de combiné nordique
Depuis 1996, le site accueille chaque année une épreuve internationale (Coupe du Monde A, Coupe du Monde B, Coupe OPA...).
L'épreuve est devenue le rendez-vous incontournable de la coupe du monde de combiné nordique. Elle est appréciée par de nombreux athlètes parmi lesquels Felix Gottwald, Mario Stecher ou Jason Lamy-Chappuis, qui considère l'épreuve comme l'Alpe d'Huez du combiné.
Tout commence en 1989 avec la construction d'un tremplin de 90 m en prévision de l'organisation des Championnats du Monde de Ski Juniors en janvier 1990, compétitions qui seront annulées faute de neige. Sept ans plus tard, l'ASNI, Association du Site Nordique International de Chaux-Neuve regroupant les trois clubs locaux (AS Mouthe, Risoux Club Chaux-Neuve Châtelblanc et SC Mont Noir), organise pour la première fois une manche de la coupe du monde de combiné nordique qui rend hommage aux enfants du pays : Fabrice Guy et Sylvain Guillaume. Quatre éditions ont été organisées en collaboration avec les Suisses lorsque les manches se déroulaient encore sur un week-end : le saut avait lieu à Chaux-Neuve le samedi et la course de fond dans le Brassus (canton de Vaud) le dimanche. En 2003, l'épreuve compte un déficit de 45 000 € et l'ASNI se concentre donc sur deux épreuves internationales secondaires avec des Coupes OPA puis des Coupes du Monde B.
En 2009, la compétition revient, boostée par Jason Lamy-Chappuis. En 2010, le tremplin est agrandi (longueur qui passe de 90 à 118 m) et des améliorations techniques sont apportées pour un coût total de 2 483 001 €.
En 2012, l'ASNI laisse la place à Nordic Événements, qui prend la responsabilité de l'organisation de l’étape française de la Coupe du Monde FIS de Combiné Nordique. Cette nouvelle association fédère les compétences de l’ASNI, de la Fédération française de ski, le Centre National de Ski Nordique et de Moyenne Montagne et le Comité Régional de Ski du Massif Jurassien.
L'épreuve rassemble aujourd'hui environ 30 000 spectateurs sur un week-end, avec un budget d'environ 400 000 € et 400 bénévoles.

## Domaine skiable
Un très petit domaine skiable a été aménagé à proximité des tremplins. Un téléski rejoint le sommet sur 384 mètres de distance, après une première partie très raide, puis un virage dans son tracé. Une piste bleue, au relief marqué, rejoint le bas du domaine. Du sommet, il est possible de rejoindre une route forestière - de fait transformée en hiver en piste verte - sur un autre versant qui contourne le sommet, puis rejoint le bas du domaine en longeant une rivière. Le dénivelé maximal est de 121 mètres.
Également au départ du parking, un deuxième téléski, nettement plus court et réservé aux débutants, dessert une courte piste au relief marqué sur 18 mètres de dénivelé. Un fil-neige d'accès gratuit complète l'offre.
Trois enneigeurs permettent d'assurer le manteau neigeux sur le bas des pistes.
En dehors de périodes de vacances scolaires françaises, les remontées mécaniques sont exploitées uniquement les mercredis, samedis et dimanches. Seulement les dimanches sont alors exploités en journée continue.
Un télésiège, à droite du domaine, dessert les tremplins.

## Personnalités liées à la commune
- Général Claude Ignace François Michaud (Chaux-Neuve 28 octobre 1751- Luzancy 19 septembre 1835), baron d'Empire, général français de la Révolution et de l'Empire, gouverneur des villes hanséatiques.
- Paulette Guinchard, née à Reugney (Doubs) le 3 octobre 1949, ancienne députée et vice-présidente de l'Assemblée nationale, ancienne secrétaire d'État aux personnes âgées(2001-2002) sous le gouvernement de Lionel Jospin a résidé à Chaux-Neuve. Elle est décédée à Berne (Suisse) le 4 mars 2021.
- Joséphine Pagnier, sauteuse à ski, licenciée au club de Chaux-Neuve.